# 3453 Dostoevsky
3453 Dostoevsky è un asteroide della fascia principale. Scoperto nel 1981, presenta un'orbita caratterizzata da un semiasse maggiore pari a 2,3870151 UA e da un'eccentricità di 0,0852015, inclinata di 4,51673° rispetto all'eclittica.